# Вулька-Дольна
Вулька-Дольна (пол. Wólka Dolna) — село в Польщі, у гміні Косув-Ляцький Соколовського повіту Мазовецького воєводства.
Населення — 82 особи (2011).
У 1975-1998 роках село належало до Седлецького воєводства.

## Демографія
Демографічна структура станом на 31 березня 2011 року:
|          | Загалом | Допрацездатний вік | Працездатний вік | Постпрацездатний вік |
| -------- | ------- | ------------------ | ---------------- | -------------------- |
| Чоловіки | 38      | 9                  | 27               | 2                    |
| Жінки    | 44      | 16                 | 19               | 9                    |
| Разом    | 82      | 25                 | 46               | 11                   |